# 1972 au Québec
Cet article traite des événements survenus en 1972 au Québec. 

## Événements

### Janvier
- 1er janvier : l'âge de la majorité passe de 21 à 18 ans[1].
- 9 janvier : des agents fédéraux volent la liste des membres du Parti québécois dans les locaux des Messageries Dynamiques à Montréal. C'est l'Opération Ham, qui sera dévoilée quelques années plus tard lors d'une enquête publique sur les événements d'octobre 1970[2].
- 12 janvier : les dirigeants du Front commun confirment qu'ils veulent négocier collectivement leurs conventions de travail[3].
- 27 janvier : Jérôme Choquette annonce une prochaine enquête sur le crime organisé qui commencera ses travaux en septembre et sera conduite par la Commission de police du Québec[4].

### Février
- 2 février : Robert Bourassa annonce un important remaniement ministériel. Guy Saint-Pierre devient ministre de l'Industrie et du Commerce, Gérard D. Lévesque ministre des Affaires intergouvernementales, Claire Kirkland-Casgrain ministre des Affaires culturelles, François Cloutier ministre de l'Éducation, Jean Bienvenue ministre de l'Immigration et Claude Simard ministre du Tourisme[5].
- 9 février : la ville de Québec obtient une franchise dans la nouvelle Association mondiale de hockey[6].
- 10 février : La Presse rouvre ses portes après un lock-out de 7 mois[7].
- 14 février : Robert Charlebois triomphe à l'Olympia de Paris[8].
- 22 février : Armand Bois devient chef intérimaire du Ralliement créditiste à la suite de la démission de Camil Samson[5].
- 29 février : les syndicats de la fonction publique réclament une augmentation de 8 % par an pendant trois ans. L'écart entre l'offre et la demande est d'au moins 300 millions de dollars[9].

### Mars
- 7 mars : ouverture de la troisième session de la 29e législature. Les principaux débats portent sur la menace de grève dans la fonction publique[5].
- 19 mars : l'architecte français Roger Taillibert obtient le contrat pour concevoir les plans du futur Stade olympique de Montréal[10].
- 28 mars : grève de 24 heures des 210 000 employés de la fonction publique[11].

### Avril
- 4 avril :
  - malgré des négociations ardues, l'écart reste de 150 millions de dollars. Les négociations sont rompues entre le gouvernement et les centrales syndicales.
  - Un attentat à la bombe à la mission commerciale cubaine à Montréal fait un mort[12].
- 6 avril : Jean Drapeau annonce que le coût des Jeux olympiques sera de 310 millions de dollars. La maquette du futur Stade olympique est dévoilée[13].
- 11 avril : début d'une grève générale illimitée dans toute la fonction publique[11].
- 18 avril : le budget Garneau annonce des revenus de 2.2 milliards de dollars et des dépenses de 4.6 milliards de dollars pour 1972-1973[14].
- 20 avril : adoption d'une loi spéciale (la loi 19) obligeant les employés du secteur public à rentrer au travail. Le Front commun décide de la respecter[15].

### Mai
- 5 mai : les Cris de la Baie James entament une procédure pour déclarer inconstitutionnelle la loi créant la Société de Développement de la Baie James et pour faire cesser les travaux en cours à la rivière La Grande[16].
- 8 mai : les trois chefs du Front commun, reconnus coupables d'outrage au tribunal, sont condamnés à 12 mois d'emprisonnement. Louis Laberge, Marcel Pepin et Yvon Charbonneau sont détenus à la prison d'Orsainville[17].
- 12 mai : Jean Cournoyer devient ministre de la Fonction publique[5].
- 21 mai : Claude Morin, ancien conseiller politique du gouvernement, annonce son adhésion au Parti québécois[18].

### Juin
- 9 juin : des syndiqués de la CSN fondent la Centrale des syndicats démocratiques (CSD). Ils se disent déçus de certaines prises de position de leur ancien syndicat[19].

### Juillet
- 19 juillet : Québec annonce que le salaire minimum au Québec sera porté de 1,50 $ à 2 $ mais en plusieurs étapes : le 1er août (1,60 $), le 1er novembre (1,65 $), le 1er mai 1973 (1,70 $), le 1er novembre 1973 (1,80 $), le 1er mai 1974 (1,90 $) et le 1er novembre 1974 (2 $)[20].
- 27 juillet :
  - Robert Cliche devient juge en chef adjoint à la Cour provinciale[21].
  - Maurice Richard devient le premier entraîneur des Nordiques de Québec[22].

### Août
- 1er août : la loi sur la Protection du consommateur entre en vigueur[23].
- 14 août : la SFPQ se retire du Front commun et ne fera désormais plus partie de la CSN[24].
- 21 août - Le criminel français Jacques Mesrine, son complice Jean-Paul Mercier et trois autres prisonniers s'évadent du pénitencier Saint-Vincent-de-Paul à Laval[25].

### Septembre
- 1er septembre :
  - l' Union Catholique des Cultivateurs abandonne son aspect confessionnel et devient l'Union des producteurs agricoles. Paul Couture devient son premier président[26].
  - un cabaret de Montréal, le Blue Bird, est rasé par les flammes. 37 personnes meurent dans l'incendie[27].
- 3 septembre - Jacques Mesrine et Jean-Paul Mercier attaquent le pénitencier Saint-Vincent-de-Paul dans le but de faire évader quelques prisonniers mais doivent renoncer face à la riposte[28].
- 10 septembre - Jacques Mesrine et Jean-Paul Mercier assassinent deux garde-forestiers dans les bois[29].
- 23 septembre : Québec annonce qu'il confie la gérance des travaux d'aménagement de la Baie James à la société américaine Bechtel Corporation. La Fédération des ingénieurs du Québec proteste[30].
- 29 septembre : Jérôme Choquette déclare que l'enquête sur le crime organisé durera 3 ans et coûtera 3 millions de dollars[31].

### Octobre
- 11 octobre :
  - Premier match des Nordiques de Québec dans l'AMH[32].
  - Une entente de principe intervient entre le gouvernement et les centrales syndicales dans le secteur public. Les employés obtiennent 4,8 % d'augmentation la première année, 5 % la deuxième et 6 % la troisième. Le salaire brut atteint 100 $ par semaine la troisième année[33].
- 13 octobre : Michel Bélanger devient le premier francophone à diriger la Bourse de Montréal[34].
- 30 octobre : le PLC remporte difficilement l'élection fédérale et Pierre Trudeau devra composer avec un gouvernement minoritaire. Au Québec, les résultats sont de 56 libéraux, 15 créditistes et 2 progressiste-conservateurs. Monique Bégin dans Saint-Michel, Albanie Morin dans Louis-Hébert et Jeanne Sauvé dans Ahuntsic sont devenus les premières femmes députées à la Chambre des Communes au Québec[35].

### Novembre
- 9 novembre : Jean Cournoyer annonce qu'il déposera bientôt un projet de loi sur les relations de travail et le maintien des services essentiels dans la fonction publique[36].
- 17 novembre- Léopold Dion, qui purgeait une peine de prison à vie à la prison de Québec pour avoir assassiné 4 enfants et qui était surnommé le monstre de Pont-Rouge, est abattu par un co-détenu nommé Normand Champagne. Celui-ci, un aliéné mental, déclare qu'il avait peur de subir le même sort que les victimes de Dion[37].
- 19 novembre : la Corporation des enseignants du Québec devient la Centrale de l'enseignement du Québec (CEQ)[38].

### Décembre
- 10 décembre : Jacques Rose est acquitté de l'accusation d'enlèvement de Pierre Laporte lors de son procès[39].
- 15 décembre : un décret est voté servant de convention collective aux 80 000 enseignants qui n'ont pu venir à une entente avec le gouvernement[40].
- 21 décembre :
  - dépôt de la loi 89 sur les services essentiels dans la fonction publique[41].
  - le nombre de circonscriptions électorales passe de 108 à 110[5].

## Naissances
- Ian Lafrenière (policier et homme politique)
- Paul Ahmarani (acteur)
- Martin Hébert (anthropologue et écrivain)
- Richard Petit (auteur-compositeur)
- 14 janvier - Patrick Lagacé (journaliste et animateur de la télévision)
- 24 février - Manon Rhéaume (gardienne de but au hockey)
- 7 mars - Maxim Roy (actrice)
- 17 mars - Melissa Auf der Maur (musicienne de rock)
- 20 mars - Jonatan Julien (homme politique)
- 15 avril
  - Arturo Gatti (boxeur) († 11 juillet 2009)
  - Jean-François Larose (homme politique)
- 21 avril - Guy Turcotte (médecin et meurtrier)
- 6 mai - Martin Brodeur (gardien de but au hockey)
- 18 mai - Frédérick De Grandpré (acteur)
- 22 mai  Bruno Marchand  (travailleur social et Maire de Québec)
- 26 mai - Martin Dubreuil (acteur)
- 1er juin - Dave Richer (acteur, conférencier et humoriste)
- 26 juin - Garou (chanteur)
- 6 juillet - Isabelle Boulay (chanteuse)
- 8 juillet - Karl Dykhuis (joueur de hockey)
- 24 août - Jean-Luc Brassard (skieur acrobatique)
- 3 septembre - Christine Boudrias (patineuse)
- 24 septembre - Patrice Dubois (acteur et metteur en scène)
- 13 novembre - Mark Cornforth (joueur de hockey)
- 14 novembre - Éric Lavigne (joueur et entraineur de hockey)
- 20 novembre - Yanick Dupré (joueur de hockey)
- 25 novembre - Sébastien Benoît (animateur)
- 12 décembre - Kevin Parent (chanteur)
- 23 décembre - Yves Sarault (joueur de hockey)
- 28 décembre - Jean-François Jomphe (joueur de hockey)

## Décès
- 19 février - Joseph-David Gagné (homme d'affaires et homme politique) (º 20 août 1886)
- 2 mars - Léo-Ernest Ouimet (pionnier du cinéma québécois) (º 16 mars 1877)
- 31 mars - Albert Morissette (homme politique)  (º 2 novembre 1901)
- 27 avril - Jacques de Bernonville (collaborateur) (º 20 décembre 1897)
- 31 mai -Hervé Major, (ancien directeur et rédacteur en chef de La Presse) (º 1898)
- 6 juin - Huguette Gaulin (écrivaine) (º 1944)
- 20 août - Abraham Moses Klein (écrivain) (º 1909)
- 3 septembre - Réal Benoît (écrivain) (º 14 mai 1916)
- 20 octobre - Judith Jasmin (journaliste) (º 10 juillet 1916)
- 11 novembre - Gilles Rousseau (chanteur des Hou Lops) (º 10 février 1945)
- 17 novembre - Léopold Dion (criminel) (º 25 février 1920)
- 4 décembre - Octave Bélanger (peintre) (º 20 juin 1886)

## Sources et références
1. ↑  Adoption de la loi 66 sur l'âge de la majorité au Québec
2. ↑  Louis Fournier. FLQ. Québec-Amérique. 1982. p. 462
3. ↑  Jean Cournoyer. La Mémoire du Québec. Stanké. 2001. p. 1321
4. ↑  Paul Longpré, « La CPQ fera enquête sur le crime organisé », Le Devoir,‎ 28 janvier 1972, p. 1
5. 1 2 3 4 5  « Chronologie parlementaire 1971-1972 » (consulté le 4 mai 2009)
6. ↑  Claude Larochelle. Les Nordiques. Lothographie Inc.. Québec. 1982. p. 133
7. ↑  Bilan du Siècle
8. ↑  Bilan du Siècle
9. ↑  Louis Larochelle. En flagrant délit de pouvoir. Boréal Express. Montréal. 1982. p. 165
10. ↑  Nick auf Der Maur. Le dossier olympique. 1976. p. 46
11. 1 2  Jean Cournoyer, La mémoire du Québec, 2001 [détail de l’édition], p. 1321.
12. ↑  « 6 Cubains accusés d'entrave à la police », Le devoir,‎ 5 avril 1972 (lire en ligne)
13. ↑  Bilan du Siècle
14. ↑  Gilles Lesage, « Un budget sans hausse de taxe », Le Devoir,‎ 19 avril 1972, p. 1
15. ↑  Jean Cournoyer, La mémoire du Québec, 2001 [détail de l’édition], p. 1322.
16. ↑  Jean-Pierre Bonhomme, « La Baie James: Les Indiens poursuivent le Québec en vue de l'amener à négocier », Le Devoir,‎ 6 mai 1972, p. 1
17. ↑  Louis Larochelle. En flagrant délit de pouvoir. Boréal Express. Montréal. 1982. p. 168
18. ↑  Pierre Godin. René Lévesque, tome 2. Boréal. 1997. p. 549
19. ↑  Louis La Rochelle. En flagrant délit de pouvoir. Boréal. 1982. p. 170
20. ↑  Bilan du siècle
21. ↑  Pierre L. O'Neil. En montant sur le banc, Robert Cliche conserve sa volonté de réforme. Le Devoir. 28 juillet 1972. p. 1, 6
22. ↑  Bilan du Siècle
23. ↑  Bilan du Siècle
24. ↑  Le SFPQ se retire du Front. Le Devoir. 15 août 1972. p. 1, 6
25. ↑  L'ennemi public numéro un de la Collection Dossier Meurtre, p. 107, éditions Malcolm
26. ↑  Bilan du siècle
27. ↑  Bilan du Siècle
28. ↑  L'ennemi public numéro un dans la Collection Dossier Meurtre, p. 108
29. ↑  L'ennemi public numéro un dans la Collection Dossier Meurtre, p. 109
30. ↑  En flagrant délit de pouvoir, p. 172
31. ↑  Gilles Lesage. L'enquête sur le crime organisé: 3 ans et $3 millions. Le Devoir. 30 septembre 1972. p. 3
32. ↑  Claude Larochelle. Les Nordiques. Lothographie Inc.. Québec. 1983. p. 183
33. ↑  Bilan du siècle
34. ↑  Bilan du Siècle
35. ↑  Voir l'article Élection fédérale canadienne de 1972
36. ↑  Guy Deshaies. Une loi spéciale pourrait forcer les grévistes à réparer les pannes. Le Devoir. 10 novembre 1972. p. 1
37. ↑  Le monstre de Pont-Rouge dans la collection Dossier Meurtre, p. 31, Éditions Malcolm.
38. ↑  La CEQ change de nom; le sigle reste le même. Le Devoir. 20 novembre 1972. p.4
39. ↑  « Jacques Rose est acquitté mais doit encore passer en procès pour répondre d'un assassinat », Le Devoir, Montréal,‎ 11 décembre 1972, p. 1 (lire en ligne)
40. ↑  Gérald LeBlanc. Décret pour 80 000 enseignants. Le Devoir. 16 décembre 1972. p. 1
41. ↑  Paul Longpré. Pas de grève sans accord sur les services essentiels. Le Devoir. 22 décembre 1972. p. 1